# Duyfken Rupes
La Duyfken Rupes è una struttura geologica della superficie di Mercurio.